# Временско важење међународног кривичног права
За разлику од кривичног права где важе стандардна правила о временском важењу кривичног закона, у међународном кривичном праву је ситуација у погледу овог питања сложенија. Због непостојања кодификације и јасног дефинисања међународног кривичног дела поставља се питање на који начин је могуће применити закон (или у овом случају акт) који је важио у време извршењеа међународног кривичног дела и како применити каснији закон који је блажи за учиниоца (што је стандард кривичног права, видети Временско важење кривичног права).
Основни проблем је што није могуће увек лако утврдити које је право важило у време извршења, што је нарочит проблем ако би се прихватило да се и обичајним правом могу стварати норме међународног кривичног права. Када је реч о међународним конвенцијама којима се установљава обавеза држава да предвиде одређена понашања као кривична дела, прихваћено је да она важе тек од момента када је та конвенција ратификована. У том случају се на та кривична дела примењују општа правила кривичног законодавства.

## Ад хок трибунали
Проблем временског важења се испољио у вези са оснивањем и радом ад хок трибунала. Велику дилему међународном праву представља тврђење да право које су ови трибунали користили или користе (а мисли се пре свега на Међународни војни трибунал из времена Нирнбершког процеса, Хашки трибунал и трибунал за Руанду) већ било предвиђено у међународном кривичном праву. Кроз праксу ових трибунала дошло је до уобличавања и прецизирања до тада релативно неодређених правила међународног кривичног права. Основно питање остаје где је граница прецизирања, а где почиње ново, ретроактивно прописивање.

## Међународни кривични суд
У Римском статуту Међународног кривичног суда ово питање је детаљније решено. Члан 11. Статута предвиђа да је суд надлежан само у односу на кривична дела која су извршена после ступања на снагу Статута. И у односу на државу која накнадно приступи Статуту, суд је надлежан само за кривична дела после њеног приступања статуту, што је и последица Бечке конвенције о уговорном праву из 1969. године којом је забрањена ретроактивност међународних уговора.

## Надлежност трибунала за бившу Југославију и Руанду
Надлежност ових трибунала одређена је ретроактивно јер они нису настали уговорним путем, већ путем резолуција Савета безбедности УН и то као принудна мера на основу Главе VII Повеље УН. Што се тиче права, тадашњи генерални секретар УН Бутрос Бутрос Гали истакао је да није реч о ретроактивној примени већ да ће бити примењивано постојеће међународно хуманитарно право. Оно што представља проблем је чињеница да међународно хуманитарно право ни изблиза није довољно прецизирано у погледу норми за кривичноправну примену, а поготово у домену кривичних санкција јер их уопште не предвиђа. То опет поставља питање да ли трибунали сами, у ходу стварају право.